# TV Viborg
TV Viborg er blevet brugt som betegnelse for lokalt tv i Viborg to gange; første gang i 1991 som navnet på en kortlivet lokal tv-station, der hovedsagelig udsendte TV3's programmer, og anden gang siden 2010 på en netbaseret tv-station.

## TV Viborg (1991)
TV Viborg (også TV-Viborg) var en kortlivet lokal tv-station, som sendte i Viborg i løbet af 1991. Tv-stationen blev startet på lokalt initiativ i et samarbejde med TV3 med det formål i det meste af sendetiden at udsende TV3’s programmer til almindelig antenne. Første sending var torsdag d. 7. februar 1991. Tv3, der sendte fra London, kunne indtil da kun modtages som satellit-tv via kabel og parabol, og det utraditionelle samarbejde gav hurtigt anledning til polemik. Næsten fra starten fik TV Viborg forbud mod at sende TV3’s reklamer, der var omfattet af britisk lovgivning, og ved hver reklameblok måtte stationen derfor holde pause i sendingen ved at vise et pauselogo. På sendefladen fandtes dog enkelte lokale programmer, og der blev vist reklamer for lokale forretninger og virksomheder. Imidlertid blev det fra politisk hold anfægtet, om TV Viborgs koncept levede op til forpligtelserne i lovgivningen om sendetilladelse mht. at sende tv med lokalt indhold. Til sidst gik TV Viborg i 1992 konkurs. TV Viborgs frekvens blev siden i 2001 overtaget af DR2, efter at det daværende TV Danmark i nogen tid havde vist interesse for at tage frekvensen i brug uden dog at gøre alvor af planerne.

## TV Viborg (net-tv siden 2010)
I 2010 lancerede Viborg Kommune et lokalt netbaseret tv under navnet TV Viborg. En tv-station med en fast sendeplan i traditionel forstand er der dog ikke tale om. I stedet er TV Viborg en platform, hvor der løbende lægges korte videoklip med nyhedsindslag og interviews fra lokalsamfundet ud.